# Ca n'Amell Gran
Ca n'Amell Gran, també anomenada can Vilafranquesa (pels comtes de Vilafranquesa) o can Gaig (pels masovers) és una masia del segle xvi situada a l'actual barri de la Guineueta de Barcelona. A partir de la dècada del 1950 se l'havia anomenat erròniament ca n'Ensenya (una masia propera ja enderrocada), que donà nom a la plaça del davant de la masia. L'error es va agreujar quan el casalot es va convertir en equipament municipal, rebatejant-lo altre cop com a masia de la Guineueta (situada al barri de Canyelles).

## Història i descripció
Durant els segles xvi i xvii va pertànyer als comtes de Vilafranquesa, originaris del País Valencià, i posteriorment va passar a la família Amell, que la va tenir durant cinc generacions i es dedicaven principalment a la vinya, recollint el raïm de la finca i de les finques veïnes per a premsar i fer-ne vi. Els comtes van reclamar la propietat dos segles després, recuperant-la, però pocs anys després la van vendre a la família Payerol. El 1876 es va enderrocar la meitat de la masia pel seu estat ruïnós, i es va construir l'edifici actual, i el 1880, la família Payerol va vendre les terres, mantenint la masia, a l'Hospital de la Santa Creu. El 1885 es va posar la primera pedra de l'Institut Mental, que va entrar en funcionament el 1889, però s'acabaria de construir el 1913. Era un edifici enorme, amb dotze pavellons i 700 m de llarg per 200 m d'ample.
La masia va continuar fabricant vi, però a partir de la dècada del 1960 l'Hospital de la Santa Creu vengué les terres per a construir-hi un polígon d'habitatges. Aleshores, la masia perdé l'ús agrícola i es transformà en un centre per a joves i infants. El 1996 passà a mans de l'Ajuntament de Barcelona, que enderrocà la part antiga que quedava de la masia original pel seu estat ruïnós. La part nova es rehabilità i es convertí en un casal infantil, de joves i en la seu d’entitats com ara els Diables o l’Ateneu de la Guineueta, entre d'altres. A la part on abans s'alçava la part original de la masia, s'hi construí una estructura moderna on s'emplaça una de les entrades, les escales i serveis.